# البرنامج الأوروبي للبيولوجيا الفلكية
البرنامج الأوروبي للبيولوجيا الفلكية (بالإنجليزية: European Programme for Life and Physical Sciences in Space)‏ هو برنامج مستخدم من قبل محطة الفضاء الدولية  التي بدأت في عام 2001 وكان الهدف منها تغطية الأنشطة للسنوات الخمس التالية. برنامج الجاذبية الصغرية هذا في وكالة الفضاء الأوروبية هو برنامج اختياري يشارك فيه حالياً 17 من الدول الأعضاء في الوكالة. يقوم البرنامج بإعداد وإجراء الأبحاث على محطة الفضاء الدولية، وغيرها من منصات المهام غير المأهولة مثل صواريخ التجارب، في الحياة الأساسية والتطبيقية والعلوم الفيزيائية. والبرنامج هو استمرار لبرامج الجاذبية الصغرى الأوروبية السابقة مثل EMIR 1 & 2، ومرافق الجاذبية الصغرية لـ Columbus، MFC.

## وصلات خارجية
- ESA Human Spaceflight Research and Exploration
- ESA Human Spaceflight Research - Erasmus Centre